# Pseudaphanomerus hyalinatus
Pseudaphanomerus hyalinatus is een vliesvleugelig insect uit de familie van de Platygastridae. De wetenschappelijke naam van de soort is voor het eerst geldig gepubliceerd in 1941 door Szelenyi.